# Enrique del Valle (judoka)
Enrique del Valle (22 de julio de 1958) es un deportista ecuatoriano que compitió en judo. Ganó una medalla de plata en el Campeonato Panamericano de Judo de 1976 en la categoría de –63 kg.
Participó en los Juegos Olímpicos de Montreal 1976, donde finalizó decimoctavo en la categoría de –63 kg.

## Palmarés internacional
| Campeonato Panamericano | Campeonato Panamericano | Campeonato Panamericano | Campeonato Panamericano |
| Año                     | Lugar                   | Medalla                 | Categoría               |
| ----------------------- | ----------------------- | ----------------------- | ----------------------- |
| 1976                    | Maracaibo (Venezuela)   | Medalla de plata        | –63 kg                  |